# Archivo General de la Nación (Argentina)
El Archivo General de la Nación (AGN) es una dependencia del Ministerio del Interior de la Argentina, con sede en Buenos Aires. Fue fundado el 28 de agosto de 1821 como "Archivo de la Provincia de Buenos Aires", durante la gestión de Martín Rodríguez como gobernador de esa provincia. En 1957 se incorporaron a sus colecciones los materiales del Archivo Gráfico de la Nación, que había sido constituido en 1939.
El AGN alberga numerosas colecciones documentales escritas, visuales y sonoras que se remontan a la época colonial. El fondo documental correspondiente al Virreinato del Río de la Plata es parte del programa Memoria del Mundo de la Unesco, documentos procedentes del Poder Ejecutivo Nacional, piezas producidas por el Poder Judicial y algunas colecciones de origen privado (como, por ejemplo, la biblioteca personal de Juan Domingo Perón).
Sus colecciones abarcan desde el año 1600 hasta aproximadamente 1970, aunque existen piezas aisladas anteriores y fondos que llegan hasta la actualidad, como los decretos presidenciales. Los fondos documentales ocupaban hasta 2015, aproximadamente 22000 metros lineales. En 2015 se inició la construcción de los primeros 8000 metros cuadrados de su nueva sede, que llegarán a 35 mil metros cuadrados.
Desde 2021 se desempeña como Director Pablo Antonio Fontdevila.

## Objetivo
Según su propia definición, corresponde al Archivo:

Reunir, conservar y tener disponible para su consulta o utilización la documentación escrita, fotográfica, fílmica, videográfica, sónica y legible por máquina, que interese al país como testimonio acerca de su ser y acontecer, sea ella producida en forma oficial, adquirida o donada por instituciones privadas o particulares.
AGN

## Departamentos
El AGN está integrado por cinco departamentos y tres áreas:
- Departamento de Documentos Escritos
- Área de Comunicación y Acción Cultural
- Área de Conservación y Restauración
- Área de Digitalización
- Departamento de Documentos Fotográficos
- Departamento Biblioteca
- Departamento de Documentos de Cine, Audio y Video
- Departamento de Archivo Intermedio

### Documentos Escritos
El departamento de Documentos Escritos conserva manuscritos oficiales producidos por las autoridades coloniales de los virreinatos del Perú y del Río de la Plata, así como los gobiernos independientes instalados a partir de la Revolución de Mayo de 1810. También cuenta con documentación epistolar y otros archivos pertenecientes a los presidentes de la Nación Julio Argentino Roca, Miguel Juárez Celman, Victorino de la Plaza, José Figueroa Alcorta, José Evaristo Uriburu, Agustín P. Justo y Juan Domingo Perón.

### Documentos Fotográficos
El departamento de Documentos Fotográficos contiene una colección de fotografías (y similares) de alrededor de 800.000 piezas disponibles para consulta pública, datadas entre 1853 y 1983, la gran mayoría de ellas con sus negativos. La consulta de las piezas es libre y gratuita, pero la obtención de reproducciones está arancelada, y su uso cultural o comercial requiere la mención de la fuente. El departamento también alberga la Colección Witcomb, negativos fotográficos sobre placas de vidrio que pertenecieran a la "Galería Witcomb".
La Colección Witcomb está conformada por negativos fotográficos sobre placas de vidrio que pertenecieron a la Galería Witcomb. La galería, fundada por el inglés Alexander Witcomb, funcionó entre 1880 y 1970; su acervo, transferido al AGN, comprendía más de 300.000 placas. En el traslado y almacenamiento muchas sufrieron severos deterioros, aunque con diversos aportes y el trabajo del personal del AGN se habían logrado recuperar 47.000 piezas hasta el año 2007.

### Biblioteca
El departamento Biblioteca comprende el servicio a los usuarios, la edición y venta de las publicaciones que edita el organismo, y la capacitación en materia archivística. La biblioteca es responsable de la custodia del material bibliográfico, y está integrada por unos 100.000 volúmenes distribuidos en los siguientes fondos:
- Fondo Bibliográfico del AGN, con más de 80.000 volúmenes sobre historia nacional, filosofía, política, sociología, economía, arte, arqueología, etnografía y otras disciplinas, y una hemeroteca con cerca de 1500 colecciones.
- Colección Ernesto Celesia, que reúne 13 000 volúmenes centrados en el estudio del Río de la Plata y la América española, más una hemeroteca de revistas y periódicos del siglo XIX de la Argentina, Uruguay, Chile y Paraguay con 190 colecciones completas, 87 incompletas y 200 títulos.
- Colección José Juan Biedma: 717 volúmenes con títulos referidos a la Guerra de la Triple Alianza, historia y geografía de la Patagonia, y cuestiones de límites.
- Colección José A. Pillado: 1044 obras sobre historia argentina y americana.
- Colección Juan Domingo Perón, que contiene alrededor de 4000 volúmenes recibidos como obsequio por el expresidente y su esposa María Eva Duarte, con muchos ejemplares autografiados por los autores y en ediciones especiales.
- Hemeroteca, con publicaciones periódicas de los siglos XIX y XX.

### Cine, Audio y Videos
El departamento de Cine, Audio y Videos es el más importante, en términos de tamaño de los fondos, de la Argentina, y dispone de 3000 filmes que reflejan hechos sucedidos en el país y en el mundo entre 1900 y 1980; numerosos registros sonoros con voces de personalidades de la política y la cultura en diversos soportes, y un archivo videográfico con temas de actualidad, publicidades y propaganda política. Las fechas extremas del acervo documental del Departamento de Documentos de Cine, Audio y Video, corresponden al período 1900-2017, contando con más de 30.000 horas de material audiovisual.

### Archivo Intermedio
El departamento de Archivo Intermedio fue creado en 1979, para asistir a los organismos de la administración pública nacional en cuestiones de ordenamiento, clasificación, descripción y selección de sus documentos. A partir de la privatización de empresas estatales en la década de 1990, se incorporaron al AGN unos 9100 metros lineales de material correspondiente a esas empresas que cubre el período 1882-1992; el proceso de incorporación estuvo a cargo de este departamento.

## Historia de sus sedes

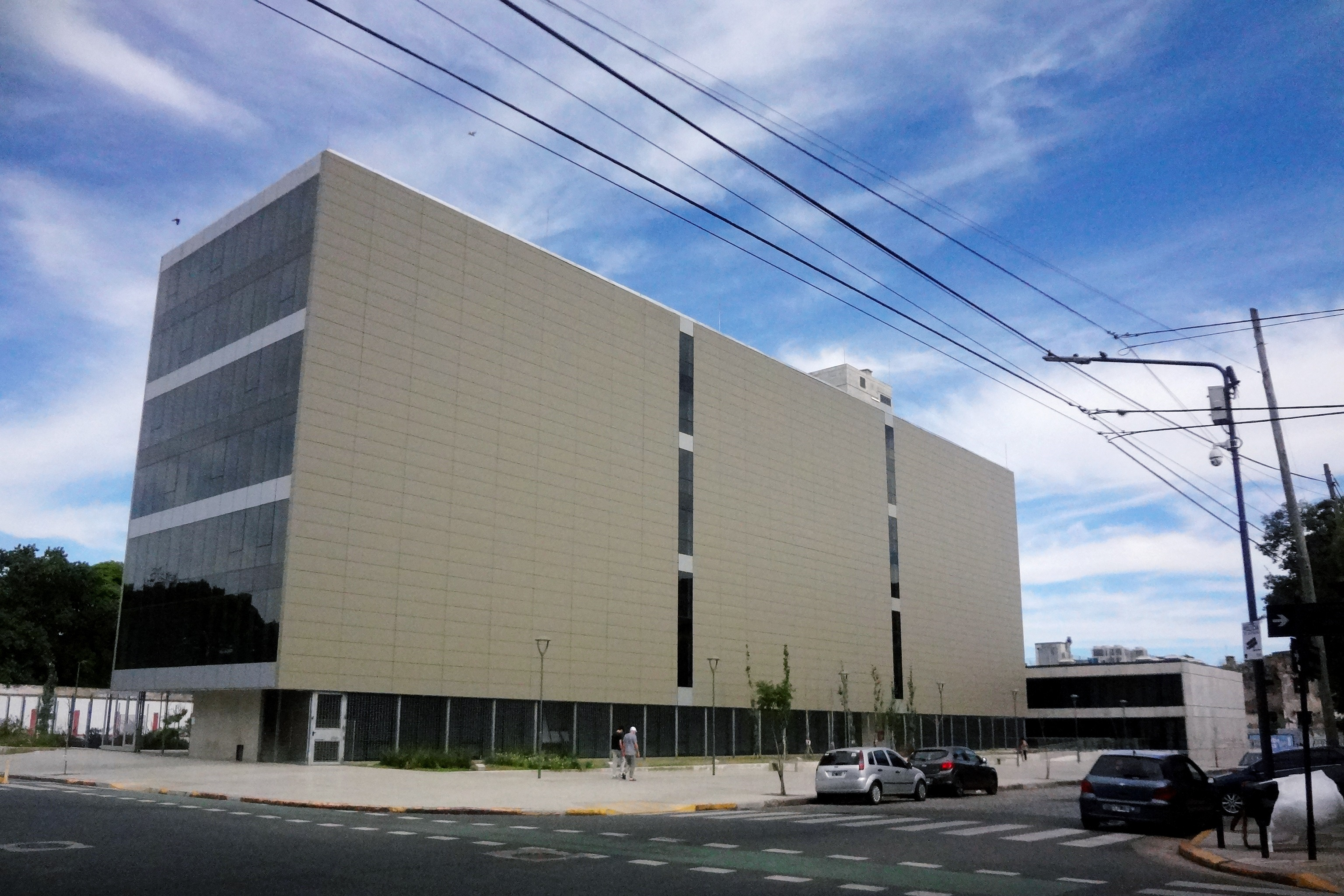
Nueva sede en Parque Patricios.

El antiguo edificio que ocupaba el AGN se encuentra en la Avenida Leandro N. Alem n.º 246, y fue construido para el Banco Hipotecario Nacional en 1920. El Archivo lo ocupó a partir de 1950, al tiempo que el BHN construía su nuevo edificio en donde antes se hallaba el antiguo edificio del Congreso Nacional de 1862, que alojaba al AGN desde 1906.A partir de 2022 el organismo presta servicios únicamente en su sede de Parque Patricios, Pichincha 2080, CABA.
La primera sede en Avenida Leandro N. Alem n.º 246, fue considerada hacia fines del siglo XX como inadecuada en distribución de espacios e insuficiente en superficie para alojar el material del Archivo General de la Nación, y desde hace décadas se considera su traslado a un inmueble más apropiado para él.

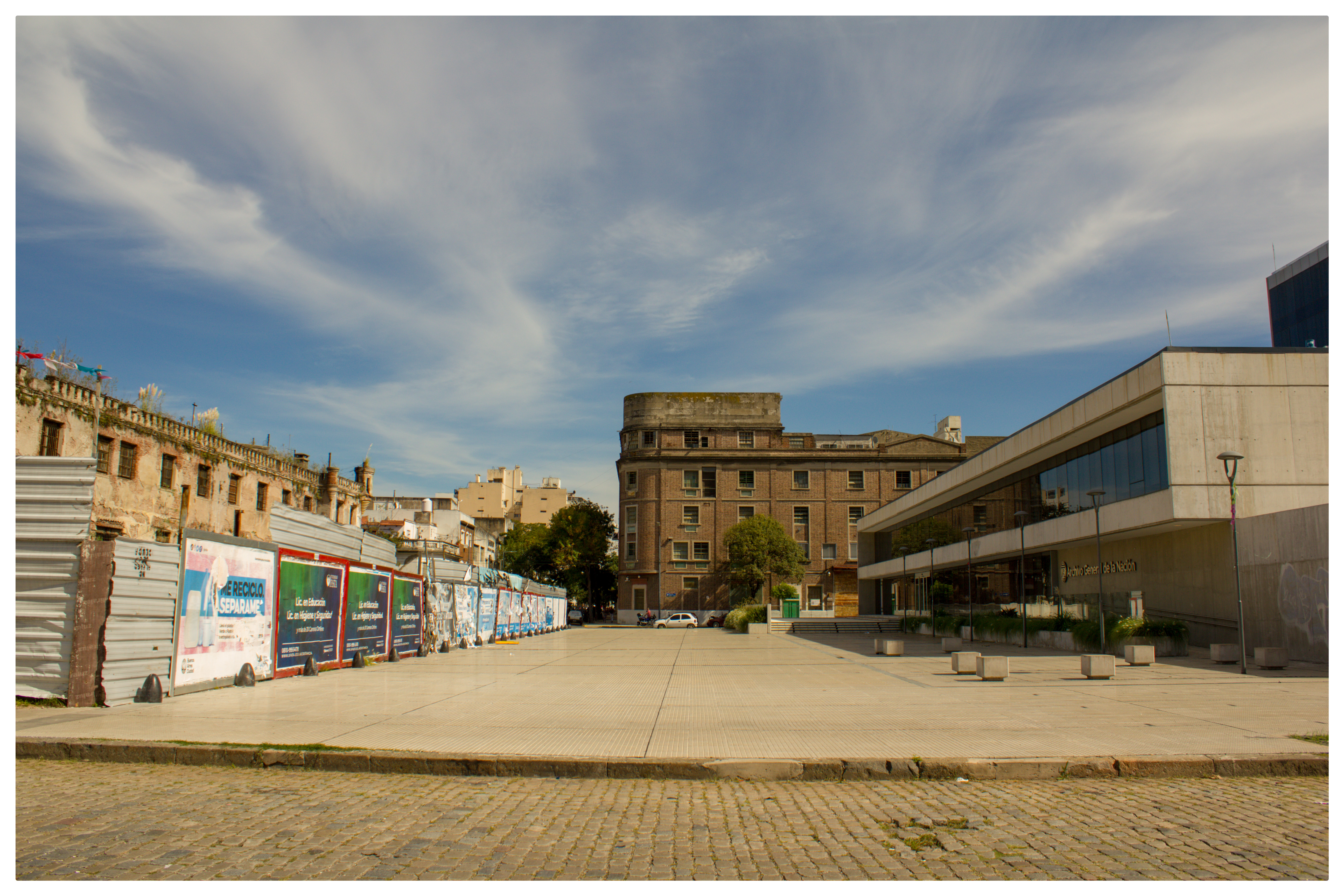
Sede del Archivo ubicada frente a la cárcel de Caseros en Parque Patricios

A comienzos de la década de 1990, el ministro del interior de Carlos Menem, José Luis Manzano, sugirió que el AGN se trasladara al entonces abandonado edificio de la Editorial ALEA, en Bouchard y Viamonte, que debería ser reacondicionado. Sin embargo, esto no fue concretado. y transformado en Bouchard 710.En 1980 el AGN contaba con una planta permanente de alrededor de 100 trabajadores, de los que solamente quedaron 28 de planta permanente y 30 contratados en el 2001. 
El AGN se encarga de preservar 22.000 metros lineales de documentación, lo que representa el doble del patrimonio documental de los '80, y posee cuatro sedes.
En diciembre de 2011, durante la presidencia de Cristina Fernández de Kirchner el Ministerio del Interior llamó a un concurso de anteproyectos para la nueva sede a construirse en el predio de la ex Cárcel de Caseros, en Parque Patricios. Con apoyo de la Sociedad Central de Arquitectos y FADEA. Las exigencias eran complejas, ya que el edificio debería ser construible por etapas, a un plazo de treinta años, y que al realizarse la primera fase, pudiera ser abierto al público.
Se eligió como ganador el proyecto de los arquitectos platenses Deschamps-Estremera-Gavernet, que propusieron un edificio de atención al público con acceso por la calle Rondeau, y bloque para alojar los archivos y las oficinas de la institución, sobre la calle 15 de Noviembre, con la posibilidad de construcción en etapas gracias a su modulación. El proyecto de los cordobeses Castañeda-Cohen-Salassa-Tissot-Nanzer ganó el segundo premio, y el del estudio Tectum (también cordobés) alcanzó el tercer lugar. Las menciones fueron para Lier-Szulman, el estudio B4FS, Alarcia-Barrera-Ferrer-Lozada y la mención especial, para el estudio Richter-Dahl Rocha asociado con Bruno Emmer.
La nueva y actual sede está conformada por dos bloques de ocho plantas, el primero de los cuales comenzó sus obras en febrero de 2015, con una inversión de 25 millones de dólares, siendo la primera vez, no solamente en Argentina sino en todo el Cono Sur, que se construye un edificio pensando para albergar el archivo histórico de una Nación. El proyecto controla la variación desde los 8000 m² iniciales a los 35.000 finales a partir de la utilización del vacío-plaza propuesto en la esquina de las calles Pasco y 15 de Noviembre. Por otra parte, fue inaugurado el archivo intermedio del AGN se encuentra en el edificio de la Avenida Paseo Colón n.º 1093, que aloja diversas dependencias del Ministerio del Interior.